# Tombeau des Géants
Ne doit pas être confondu avec Tombeau du Géant (Belgique).
Le tombeau des Géants appelé aussi roche à la Vieille est un coffre mégalithique situé à Campénéac dans le département du Morbihan.

## Historique
Félix Bellamy mentionne le monument dans son ouvrage la Forêt de Bréchéliant paru en 1896 et la description qu'il en donne indique que l'état du monument correspond peu ou prou à son état actuel. Il semble qu'une fouille ait eu lieu sur le site vers 1920, sans résultat connu, mais qu'elle ait contribué à surcreuser le fond de la chambre de 0,15 à 0,20 m. Jacques Briard fouille le site en 1982.
En août 2022, un incendie se déclare à proximité, et détruit 400 hectares de la forêt de Paimpont. Plusieurs journaux annoncent alors à tort la destruction du site,.

## Description
Le tumulus, désormais arasé, a pu être reconnu. Il était constitué d'une couche de terre recouvrant un cairn, constitué de de blocs de schiste et de quartz, d'un diamètre maximum de 6 m sur 0,80 m de hauteur entourant la tombe. La tombe est orientée nord-est/sud-ouest. C'est une tombe très originale compte tenu de blocs massifs qui la constituent. Les parois longitudinales sont constituées de deux énormes blocs de schiste rouge d'origine locale. Le bloc occidental mesure 4,5 m de long sur 1,15 m de large et 1,10 m de hauteur. Sa face interne est oblique : la base est moins large que le sommet d'environ 0,50 m. Le bloc oriental est de forme parallélépipédique, avec un décrochement à mi-hauteur. Il mesure 4 m de long sur 0,50 m de large au sommet et 1 m de hauteur. Les deux autres côtés sont constitués de murets en pierres sèches, mal appareillés, qui ont été endommagés par d'anciennes fouilles. La dalle de couverture repose sur le côté est. Elle est constituée d'un bloc de 3,65 m de long sur 1,20 m de large et 0,25 m d'épaisseur. Étant plus courte que la longueur de la chambre, elle devait être complétée par des dalles supplémentaires. Selon Bellamy en 1896 une de ces dalles reposait au fond de la chambre. La chambre mesure au fond 3 m de long sur 1,20 à 1,30 m de large et la hauteur sous dalle devait atteindre environ 1 m.

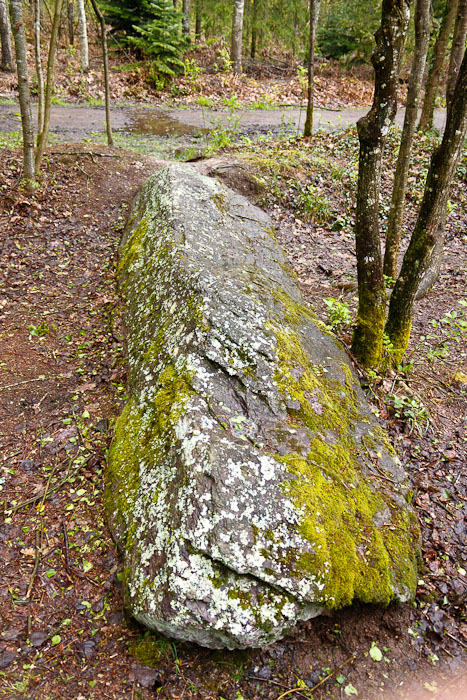
Le menhir annexe renversé.

## Menhir annexe
La fouille de 1982 a permis de confirmer que le bloc de schiste situé à environ 8 m à l'ouest du tombeau était un menhir renversé. Le bloc mesure 4,25 m de long sur 1,30 m de large au maximum et 0,70 m d'épaisseur. Le bloc est disposé de manière parallèle par rapport au tombeau. Deux fosses de calage ont été découvertes à chaque extrémité du bloc. Le bloc aurait été dressé dans la première fosse, puis abattu avant d'être redressé dans la seconde fosse puis de nouveau renversé.

## Mobilier archéologique
Le monument ayant été vidé à une époque inconnue, la fouille de 1982 a livré peu de mobilier archéologique et quelques objets modernes. Le matériel lithique est très réduit et se limite à une bel éclat en silex jaune du type Grand-Pressigny. Les tessons de céramique sont rares mais pourraient dater de l'Âge du bronze. Un disque en schiste, recueilli à la surface du cairn, constitue le seul élément de parure découvert. 
Quelques tessons de poterie ont été recueillis dans la fosse de calage située au sud du menhir renversé.

## Interprétation
Selon Jacques Briard, il aurait existé sur le site un alignement de quatre menhirs orientés nord-sud entre 3000 av. J.-C. et 2500 av. J.-C.. Vers 2000 av. J.-C., trois des quatre menhirs de l'alignement auraient été réutilisés pour construire la tombe : deux comme parois latérales et le troisième comme dalle de couverture. Le quatrième menhir aurait déplacé dans la seconde fosse de calage, puis plus tardivement renversé et disposé selon le même axe que celui du tombeau.

## Folklore
Selon Bellamy,«  on rapporte que ce monument fut construit dans les temps antiques pour servir de sépulture à une vieille princesse, d'où le nom de Roche à la Vieille ». Pourtant, dans les contes populaires la « vieille » fait souvent référence à une sorcière ou à la Mort. 
Situé dans la forêt de Brocéliande, aussi appelée forêt de Paimpont, le site a été associé à la légende arthurienne et, selon cette tradition, serait la tombe d'un géant vaincu par les chevaliers de la Table ronde.